# Episodi di Liv e Maddie (terza stagione)
La terza stagione della serie televisiva Liv e Maddie  è stata trasmessa in prima visione assoluta negli Stati Uniti dal canale pay Disney Channel dal 13 settembre 2015.
In Italia la stagione andrà in onda dal 4 dicembre dello stesso anno su Disney Channel.
Nota: questa è l'ultima stagione della serie in cui appare Benjamin King nel ruolo di Pete Rooney a  causa della malattia di Crohn che costringe l'attore a lasciare la serie in seguito a questa stagione.
| nº | Titolo originale        | Titolo italiano              | Prima TV USA      | Prima TV Italia  |
| -- | ----------------------- | ---------------------------- | ----------------- | ---------------- |
| 1  | Continued-a-Rooney      | Dove eravamo rimasti?        | 13 settembre 2015 | 4 marzo 2016     |
| 2  | Voltage-a-Rooney        | Elettrizzante Liv            | 13 settembre 2015 | 11 marzo 2016    |
| 3  | Co-Star-a-Rooney        | I provini a Stevens Point    | 20 settembre 2015 | 25 marzo 2016    |
| 4  | Haunt-a-Rooney          | Dolcetto o scherzetto        | 4 ottobre 2015    | 30 ottobre 2016  |
| 5  | Cowbell-a-Rooney        | La settimana del campanaccio | 18 ottobre 2015   | 1º aprile 2016   |
| 6  | Grandma-a-Rooney        | Nonna Rooney                 | 25 ottobre 2015   | 4 dicembre 2015  |
| 7  | Meatball-a-Rooney       | Il cameriere personale       | 8 novembre 2015   | 8 aprile 2016    |
| 8  | Ask-Her-More-a-Rooney   | L'aspetto non è tutto        | 22 novembre 2015  | 15 aprile 2016   |
| 9  | Joy-to-a-Rooney         | Gioia in casa Rooney         | 6 dicembre 2015   | 20 dicembre 2016 |
| 10 | Ridgewood-a-Rooney      | Due sorprese                 | 17 gennaio 2016   | 22 aprile 2016   |
| 11 | Coach-a-Rooney          | Un nuovo coach               | 24 gennaio 2016   | 29 aprile 2016   |
| 12 | Secret-Admirer-a-Rooney | L'ammiratore segreto         | 21 febbraio 2016  | 4 novembre 2016  |
| 13 | Vive-la-Rooney          | L'intervista francese        | 13 marzo 2016     | 7 novembre 2016  |
| 14 | Dream-a-Rooney          | Ritornano i Dream!           | 20 marzo 2016     | 8 novembre 2016  |
| 15 | Home Run-a-Rooney       | Fuori campo                  | 10 aprile 2016    | 9 novembre 2016  |
| 16 | Scoop-a-Rooney          | Malintesi amorosi            | 24 aprile 2016    | 10 novembre 2016 |
| 17 | Choose-a-Rooney         | La scelta di Maddie          | 8 maggio 2016     | 11 novembre 2016 |
| 18 | Friend-a-Rooney         | Un Rooney per amico          | 22 maggio 2016    | 18 novembre 2016 |
| 19 | Skyvolt-a-Rooney        | Addio, Skyvolt!              | 5 giugno 2016     | 25 novembre 2016 |
| 20 | Californi-a-Rooney      | California, arriviamo!       | 19 giugno 2016    | 2 dicembre 2016  |

## Dove eravamo rimasti?
- Titolo originale: Continued-a-Rooney
- Diretto da: Andy Fickman
- Scritto da: John Peaslee

### Trama
Maddie arriva troppo tardi e Diggie ormai è partito per l'Australia, così, su proposta di Joey decide di andare a Los Angeles per parlargli, visto che lui è lì per aspettare la coincidenza per Sidney. Intanto Liv deve far finta di essere Maddie per non destare sospetti.
- Guest star: Kimberly Shannon Murphy (Flailing Woman)

## Elettrizzante Liv
- Titolo: Voltage-a-Rooney
- Diretto da: Andy Fickman
- Scritto da: John D. Beck & Ron Hart

### Trama
Liv ha ottenuto il ruolo in una nuova serie TV "Voltage" che parla di una ragazza liceale che diventa una supereroina con il nome di Skyvolt dopo essere stata colpita da un fulmine. Nel frattempo, Maddie sta costruendo un cappello con la testa della mascotte Paulie per la parata di Ridgewood e chiede una mano a Liv per terminarla. Joey e Parker scoprono che Karen e Pete non hanno usato il loro coupon regalato per il loro ventesimo anniversario di matrimonio e decidono di utilizzarlo a loro insaputa. Liv sta avendo difficoltà ad entrare nella parte e a causa di un ritardo non può aiutare Maddie che termina il lavoro da sola. Quando torna a casa, mentre prova i poteri del suo personaggio con Joey e Parker distrugge involontariamente la testa di Paulie. Maddie scoperto l'accaduto non si arrabbia anzi, rassicura la sorella che insieme possono ricostruirla e per farlo rimangono sveglie tutta la notte. Intanto, Karen e Pete scoprono che Joey e Parker hanno usato il coupon e li puniscono tramando la loro vendetta forzando i due a portarli in un posto che piaccia a loro. Alla fine, Liv riesce a fare la scena di Voltage e Maddie partecipa alla parata con la testa di Paulie, l'episodio si conclude con la famiglia che guarda in anteprima il primo episodio della serie. 
- Guest star: Chloe Wepper (Della)

## Provini a Stevens Point
- Titolo originale: Co-Star-a-Rooney
- Diretto da: Adam Weissman
- Scritto da: Linda Mathious & Heather MacGillvray

### Trama
Gemma informa Liv che a breve inizieranno i provini per trovare il co-protagonista maschile Garrison della serie Voltage, Liv propone di cercare attori anche nel Wisconsin e con sua sorpresa alle audizioni si presenta Holden di cui lei è ancora innamorata. Per il provino finale i tre attori selezionati tra cui, Holden e Arti dovranno girare una scena con lei, Arti fa un disastro mentre Holden recita bene tanto da arrivare in finale con l'altro attore Josh, quando però Gemma chiede ai due ragazzi di provare un'espressione d'odio per la protagonista Holden si ritira dicenco che non riuscirebbe mai ad odiare Liv. I provini sono conclusi e Josh ottiene la parte, Liv dice a Holden di avere apprezzato la sua interpretazione e lui le risponde che in realtà non stava recitando e che l'aspetterà fino a che lei non sarà pronta. Nel frattempo, Maddie passa del tempo con sua madre la quale è convinta che alla figlia serva un rituale per dimenticare Diggie, Parker invece cerca di creare una camicia anti-macchia per il padre.
- Guest star: Lucas Adams (Josh), Frank Caliendo (Vince)
- Nota: in questo episodio è assente Joey Rooney.

## Dolcetto o scherzetto
- Titolo: Haunt-a-Rooney
- Diretto da: Adam Weissman
- Scritto da: Danielle Hoover, David Monahan

### Trama
Maddie viene intervistata da Johhny Ninbus per parlare della festa scolastica di Halloween ,è tradizione che le classi senior spaventino gli studenti più piccoli e Maddie lancia la sua sfida a Parker. Nel frattempo Liv e Joey partecipano ad una festa di Halloween aal Central Park di New York per promuovere la serie Voltage, le cose si complicano quando alla festa si presenterà anche Holden. Durante un incidente i due vengono paparazzati in una posa romantica e così liv e Holden si ritroveranno ad elaborare un piano per eliminare la foto affinché Andie non la veda. Maddie viene messa alla prova quando Johnny Nimbus viene ucciso da una toilette portatile che cade dopo aver giurato vendetta su Maddie per lo scherzo fattogli durante la sua intervista. copertura dell'evento e cose strane iniziare accadendo alla scuola. Nel frattempo, Karen e Pete ricevere aiuto da Evan per aumentare il loro voto su di un sito online in cui i ragazzini votano le migliori case in cui andare a fare dolcetto o scherzetto..
- Guest star: Robert Belushi (Fotografo),  Lauren Taylor (Shelby Marcus), Landry Bender (Cyd Ripley)

## La settimana del campanaccio
- Titolo: Cowbell-a-Rooney
- Diretto da: Adam Weissman
- Scritto da: David Tolentino

### Trama
A Ridgewood è arrivata la settimana del campanaccio, una particolare tradizione in cui vengono sospese le gare e le attività scolastiche per questa gara. Liv cerca di aiutare il suo nuovo co-protagonista Josh ad ambientarsi meglio nella nuova città molto diversa da Los Angeles, Josh farà così la conoscenza di tutti gli amici di Liv e di sua sorella Maddie per cui sembrerebbe essersi preso una cotta.
- Guest star: Jessica Marie Garcia (Willow), Victoria Moroles (Andie), Shak Ghacha (Camion della spazzatura), Lucas Adams (Josh), Emmy Buckner (Liv 2), Shelby Wulfert (Maddie 2)

## Nonna Rooney
- Titolo originale: Grandma-a-Rooney
- Diretto da: Kevin C. Sullivan
- Scritto da: Sylvia Green

### Trama
Nonna Janice va a trovare i Rooney, perché deve consegnare il premio porcospino dell'anno a Liv, ma quando arriva si comporta in modo diverso dal solito: non dà 20 dollari a Parker, saluta prima Liv e preferisce andare a fare shopping con Liv che fare la solita partita uno contro uno con Maddie. Maddie inizia a pensare che nonna Janice abbia fatto un gemel-scambio con la prozia Hillary, la sua gemella, ma non riesce a dimostrarlo. Alla fine si scoprirà che Maddie aveva ragione, le due gemelle si erano scambiate perché la nonna non poteva venire. Intanto Joey invita alcune ragazze a vedere la cometa degli amanti.
- Guest star: Audrey Whitby (Aubrey), Brianne Tju (Alex), Patty Duke (nonna Janice)

## Il cameriere personale
- Titolo originale: Meatball-a-Rooney
- Diretto da: Kevin C. Sullivan
- Scritto da: John Peaslee

### Trama
Durante il tentativo di ottenere Liv a firmare alcuni spazzatura di tensione per fare soldi, Joey cade accidentalmente una palla da bowling sul piede di Liv e si rompe un dito del piede. Joey poi si dedica ad essere servo di Liv fino a quando lei c'è di meglio. Joey prova davvero difficile, ma finisce nei guai più volte. Nel frattempo, Parker crea una macchina polpetta così lui non ha bisogno di mangiare verdure ed è nervoso per dire Reggie che non può fare le polpette perché non è un genio. Nel frattempo, Maddie e Willow in possesso di un campo di basket porcospino per le bambine. Quando Willow ottiene una borsa di studio per l'università Maddie sognava di andare, Maddie si ingelosisce e sbotta accidentalmente un paio di cose a Willow e Willow si offende e se ne va. Le bambine non vogliono più giocare a basket, perché, dopo aver visto Maddie e Willow lotta, pensano che lacera amicizie. Willow poi sente Maddie dicendo ai bambini che lei era sbagliato essere gelosa di Willow e make up. Parker inventa una macchina polpetta che trasforma le verdure in polpette per Reggie, ma si rivela essere un falso. Più tardi, Liv è diventato così disperato di liberarsi di Joey, si ricorre a tirare fuori un'imitazione molto convincente di Maddie per spaventarlo off. Maddie poi si presenta e commenta che la sua Maddie è diventata molto meglio.
- Guest star: Jessica Marie Garcia (Willow), Herbie Jackson (Reggie), Ashlyn Faith Williams (Lula), April Marshall-Miller (Anina), Shelby Wulfert (Maddie 2), Emmy Buckner (Liv 2)

## L'aspetto non è tutto
- Titolo originale: Ask-Her-More-a-Rooney
- Diretto da: Jody Margolin Hahn
- Scritto da: Sylvia Green

### Trama
Liv trova strano quando tutti i suoi fan di tensione le chiedono circa sono il suo aspetto, mentre chiedono Josh sul lavoro. Nel frattempo, Joey e Dump Truck fare un accordo che Joey sarà assistente Dump Truck come un favore per il ritorno con cassone ribaltabile non denunciare Joey per il suo libro in ritardo. Più tardi, Dump Truck sta usando l'armadietto di Joey per memorizzare qualcosa e dice a Joey di stare lontano da esso fino a nuovo avviso. Al momento ascoltando una telefonata, Joey e Willow quindi ottenere l'idea che Dump Truck ha ucciso qualcuno e sta memorizzando il loro corpo in là. Altrove, Maddie ha anche un libro in ritardo: Dribble regina. Se lei non ritorna, non si può andare al college, in modo da Parker, che sa dove si trova, aiuta a trovarlo. Tuttavia, si scopre che è sostenere la trave di supporto principale pilastro sia Parker Hollow e la casa Rooney. Maddie non crede Parker e cerca di prendere il libro, ma tutta la casa si scuote e fa sì che Joey versare il latte al cioccolato su se stesso. Alla fine, si scopre che con cassone ribaltabile stava solo immagazzinando salame nel gavone per un concorso salame mangiare perché non voleva che il suo amico, Tony Slim Nose, per trovarlo, Liv e Kristen confrontarsi con un giornalista circa attrici solo essere domande aspetto, e Maddie scambia il libro tenendo la trave di sostegno con ricettario Thai di sua madre, ma lei e Parker poi scoprire che Karen mantiene i loro documenti importanti in là.
- Guest star: Jessica Marie Garcia (Willow), Shak Ghacha (Dump Truck), Lucas Adams (Josh), Jai Rodriguez (Jacob Michaels), Erin Matthews (Paula Porter), Bas Rutten (Uncle Martucci), Emmy Buckner (Liv 2), Shelby Wulfert (Maddie 2)

## Gioia in casa Rooney
- Titolo originale: Joy-to-a-Rooney
- Diretto da: Jody Margolin Hahn
- Scritto da: William Luke Schreiber

### Trama
Parker dà accidentalmente il suo dono libro promozionale per Joey, invece di Karen. Joey ne approfitta e si è Parker svolgere molti dei compiti scritti sui tagliandi. Liv scopre che speciali cene vigilia di Natale di Karen erano altro che alimento da portar via. Liv è ora costretto a chiedere Artie aiuto, al quale è d'accordo felicemente se Liv farà un servizio fotografico con lui. Purtroppo, Liv ha altra scelta che essere d'accordo. Più tardi, Liv invita Gemma e il suo equipaggio per la cena perché erano impegnati a lavorare con tensione piuttosto che passare il tempo con le loro famiglie. Nel frattempo, Maddie scherzi Willow dandole un presente con il carbone in essa, ma Willow lo prende a cuore. Più tardi, Maddie e Willow avvolgono accidentalmente il carbone in uno dei regali di Santa sarà distribuendo. Poco dopo, quando Willow esegue lo stesso trucco su Johnny Nimbus che Maddie eseguita su di lei, lei capisce il motivo per cui è stato divertente. Maddie poi finisce per invitare Johnny Nimbus a cena e che, il resto del popolo, e le Rooneys tutti godono di una bella cena di Natale.
- Guest star: Jessica Marie Garcia (Willow), Jimmie Bellinger (Artie), Kurt Long (Johnny Nimbus), Chloe Wepper as Gemma, Shelby Wulfert(Maddie 2), Emmy Buckner (Liv 2)

## Due sorprese
- Titolo originale: Ridgewood-a-Rooney
- Diretto da: Jody Margolin Hahn
- Scritto da: Sylvia Green

### Trama
Parker si trasferisce a Ridgewood High School e Maddie e Joey ottenere geloso che sta diventando il migliore in tutto. Liv, Willow, e Andie stanno cercando di dare il più bel regalo per conto di 2016. Karen dice a Maddie e Joey che Parker non si sente come se si inserisce in. Alla fine, Maddie lascia Parker segnare il gol della vittoria in modo che sopravviverà alta scuola e Liv fornisce una nuova fontana di acqua che non schizzare acqua dappertutto.
- Guest star: Jessica Marie Garcia (Willow), Jimmy Bellinger (Artie), Victoria Moroles (Andie), Emmy Buckner (Liv 2), Shelby Wulferd(Maddie 2)

## Un nuovo coach
- Titolo originale: Coach-a-Rooney
- Diretto da: Leonard R. Garner Jr.
- Scritto da: Jennifer Keene

### Trama
Maddie ha problemi ad affrontare con il suo nuovo allenatore di basket, mentre presenta metodi strani che non sembrano essere correlati al basket. Nel frattempo, Liv e Holden, infine, diventano una coppia e si preparano ad andare al loro primo appuntamento insieme. Tuttavia, progetto artistico di Parker interviene quando Liv ottiene se stessa bloccato prima del suo appuntamento con Holden.
- Guest star: Jessica Marie Garcia (Willow), Victoria Moroles (Andie), Jordan Fisher (Holden), Bridget Shergalis (Stains), Miriam Flynn (Signora Snodgrass), Hudson Yang (Frankie Chang), Shelby Wulfert (Maddie 2), Emmy Buckner (Liv 2)

## L'ammiratore segreto
- Titolo originale: Secret-Admirer-a-Rooney
- Diretto da: Chris Poulos
- Scritto da: Linda Mathious & Heather MacGillvray

### Trama
Josh rende una scusa per passare del tempo con Maddie, ma Maddie ben presto scopre ed è arrabbiato con Liv per interferire nella sua vita sentimentale. Tuttavia, dopo Maddie e Josh quasi baciano, lei inizia a cadere per lui. Nel frattempo, Parker e Joey pensano che il set di tensione è infestata e partì per catturare il 'fantasma' con Gemma e Johnny Nimbus.
- Guest star: Kurt Long (Johnny Nimbus), Chloe Wepper (Gemma), Lucas Adams (Josh), Emmy Buckner (Liv 2), Shelby Wulfert (Maddie 2)

## L'intervista francese
- Titolo originale: Vive-la-Rooney
- Diretto da: Dave Cove
- Scritto da: Kali Rocha, Johnathan McClain

### Trama
Pete torna a casa e mentre sono sulla casa sull'albero Maddie chiede il suo consiglio sul fatto che lei è pronta per uscire di nuovo oppure no. Lui le dice che lei saprà quando lei è pronta. Più tardi Josh si avvicina e chiede Pete cosa fare di una ragazza che gli piace, Maddie, e Pete gli dice di fare qualcosa che le piace fare così Josh sale sulla casa sull'albero, anche se lui ha paura delle altezze. Alla fine lui e Maddie iniziare datazione. Nel frattempo, Liv ha pubblicato un'intervista in francese in modo da Karen la aiuta a ricordare i francesi ha usato per parlare come un bambino.
- Guest star: Lucas Adams (Josh), Brianne Ashleigh Tju (Alex), Shelby Wulfert (Maddie 2), Emmy Buckner (Liv 2)

## Ritornano i Dream!
- Titolo originale: Dream-a-Rooney
- Diretto da: Adam Weissman
- Scritto da: David Tolentino

### Trama
Karen ha bisogno di aiuto per salvare il gruppo di musica a Ridgewood alto, in modo che il sogno torna insieme per eseguire. Willow finisce farfugliando sulla relazione Liv e Holden e Andie diventa veramente sconvolto. Nel frattempo, Maddie sta cercando di scegliere un college e Joey e Parker cercare di battere Artie le zampe su un gioco di Porcupine.
- Guest star: Jessica Marie Garcia (Willow), Jimmy Bellinger (Artie), Victoria Moroles (Andie), Jordan Fisher (Holden), Audrey Whitby (Aubrey), Emmy Buckner (Liv 2), Shelby Wulfert (Maddie 2)

## Fuori campo
- Titolo originale: Home Run-a-Rooney
- Diretto da: Leonard R. Garner Jr.
- Scritto da: Freddie Gutierrez

### Trama
Maddie è preoccupato di andare al suo primo appuntamento con il suo nuovo fidanzato, Josh e chiede Joey aiuto. Nel frattempo, Liv e Holden aiutano Parker passa spettacolo coro. Al loro primo appuntamento, Josh e Maddie sono davvero felice fino a quando lei cattura una palla home run con il suo giocatore preferito, Brandon Crawford, sconvolgendo Josh quando voleva prenderlo e non Maddie. Maddie si rende conto come sconvolto Josh è così lo riporta al punto in cui hanno avuto il loro primo appuntamento - il di Steven stadio Point - dove si incontrano leggenda di baseball, Brandon Crawford, che è anche rivelato di essere un grande fan dello show di Josh, di tensione. Maddie e Josh parlano, confessa uno dei motivi per cui la ama - a causa del suo lato competitivo - i due condividono il loro primo abbraccio e trucco.
- Guest star: Jordan Fisher (Holden), Lucas Adams (Josh), Wesley Mann (Mr. Bell), Mike Greenberg (Radio Announcer), Shelby Wulfert (Maddie 2), Emmy Buckner (Liv 2)

## Malintesi amorosi
- Titolo originale: Scoop-a-Rooney
- Diretto da: Wendy Faraone
- Scritto da: Danielle Hoover & David Monahan

### Trama
Durante un appuntamento tra Josh e Maddie, la giornalista Nancy O'Dell scatta delle foto alla coppia scambiando Maddie per Liv. Holden venuto a sapere del malinteso chiede a Liv di risolvere la questione, Maddie chiede alla sorella di non dire ancora nulla alla giornalista e di far credere che quella sia lei perché non vuole che Diggy venga a sapere dalla Tv che lei sta vedendo qualcun altro. Holden si arrabbia con Liv e sentendosi messo per l'ennesima volt in secondo piano decide di lasciarla. Inaspettatamente riappare Diggy che comunica a Maddie di aver sempre saputo che quella in tv era lei e che è tornato perché è ancora innamorato di lei, Maddie però è confusa. 
- Guest star: Ryan McCartan (Diggie), Jordan Fisher (Holden), Lucas Adams (Josh), Carter Hastings (Evan), Shak Ghacha (Camion della spazzatura), David Shatraw (Goofy Gary), Nancy O'Dell (se stessa), Emmy Buckner (Liv 2), Shelby Wulfert (Maddie 2)

## La scelta di Maddie
- Titolo originale: Choose-a-Rooney
- Diretto da: Leonard R. Garner Jr.
- Scritto da: Betsy Sullenger

### Trama
Al set di tensione, Johnny si propone di Gemma e arruola Liv per pianificare il matrimonio in meno di una settimana. Maddie, sta avendo problemi dopo ritorna Diggie, mentre lei è con Josh. Al matrimonio, Liv e Artie piano per Maddie e Diggie per tornare insieme. Diggie canta un esercitano acustico da "Finché ho te." Josh si rende conto Maddie piace ancora Diggie, è totalmente devastata e lei si scusa per aver infranto il suo cuore. Josh dice che starà bene, ma in realtà fa fatica a lasciare andare Maddie, lasciandolo completamente il cuore spezzato, tanto che quasi piange, accennando i suoi sentimenti per lei sono più di quello che sembrano essere. Parker inventa una giacca con tasche termiche e cooler per il cibo, e fruga il buffet. Dopo Joey perfora la tuta con una torta Pop, i due farsi prendere. Affamato, Karen rivela che la sua borsa ha "Parker Tasche" pure. Alla fine, Maddie e Diggie tornare insieme.
- Guest star: Ryan McCartan (Diggie), Jimmy Bellinger (Artie), Kurt Long (Johnny Nimbus), Lucas Adams (Josh), Chloe Wepper (Gemma), Shelby Wulfert (Maddie 2), Emmy Buckner (Liv 2)

## Un Rooney per amico
- Titolo originale: Friend-a-Rooney
- Diretto da: Leonard R. Garner Jr.
- Scritto da: Linda Mathious, Heather MacGillvray

### Trama
Quando il padre di Andie non approva il suo camion datazione Dump, fanno squadra con Karen per provare a cambiare la mente di suo padre, che lavora alla fine. Nel frattempo, Josh è davvero alle prese con la sua rottura con Maddie, che gli fa perdere la fiducia, in particolare con la sua recitazione come lui sta avendo a che fare con un enorme cuore spezzato da perderla. Si arriva fino a Josh non ricordare come fare cose, compreso il modo di respirare, quasi morente, mostrando lui ama ancora Maddie.
- Guest star: Erik Estrada (Signore Bustamante), Victoria Moroles (Andie), Lucas Adams (Josh), Carter Hastings (Evan), Shak Ghacha (Camion della spazzatura), Chloe Wepper (Gemma), Emmy Buckner (Liv 2), Shelby Wulfert (Maddie 2)

## Addio, Skyvolt!
- Titolo originale: Skyvolt-a-Rooney
- Diretto da: Adam Weissman
- Scritto da: Sylvia Green & David Tolentino

### Trama
Liv e Maddie sono diploma di scuola superiore. Liv ha ancora voglia di stare con Maddie a Stevens Point, ma lei viene a sapere che la tensione si sta muovendo a Los Angeles per la seconda stagione. Gemma la costringe a prendere una decisione. Nel frattempo, Willow è anche in partenza per il college in California, e all'ultimo minuto Joey si rende conto che gli piaceva tutto il tempo. Lui è rattristato non sono mai stati innamorati delle scuole superiori. Si va a scuola poco prima che lei lascia e fa di tutto innamorati delle scuole superiori avrebbero fatto in soli cinque minuti. Vanno in date e combatte su di lei. Essi poi hanno un ballo di fine anno, ma Willow deve lasciare. Lei torna a finire la danza con Joey e lo bacia prima che lei se ne va. Dopo, Liv decide di restare a Stevens Point e andare al college con Maddie, rinunciando di tensione per lei. Il finale di stagione rivela che Josh sarà il nuovo SkyVolt, ma in seguito Maddie riceve una chiamata da Willow dice che Southern California State University vuole lei a giocare a basket lì e stanno offrendo la sua una borsa di studio. Decide di andare, ma affronta la sfida di raccontare Liv.
- Guest star: Jessica Marie Garcia (Willow), Ryan McCartan (Diggie), Jimmy Bellinger (Artie), Lucas Adams (Josh), Chloe Wepper (Gemma), Aaron Hendry (Zaydock), Shelby Wulfert (Maddie 2), Emmy Buckner (Liv 2)

## California, arriviamo!
- Titolo originale: Californi-a-Rooney
- Diretto da: Adam Weissman
- Scritto da: John D. Beck & Ron Hart

### Trama
Maddie dice a Liv circa l'offerta del sud della California State University e anche che lei ha accettato. Liv si arrabbia con lei perché ha rinunciato in modo da poter trascorrere i prossimi quattro anni insieme. Maddie lascia senza dire addio a Liv e Karen invia Joey a parlare Liv; tuttavia, si rifiuta di fare pace con lei. Liv comincia a cancellare la roba di Maddie dalla sua stanza come Maddie passa attraverso un album datale da zia Dena. I due finiscono in lacrime e Liv si rammarica di non aver salutato Maddie. Liv vola in California e compensa con Maddie. Nel frattempo, Karen scopre che Parker non ha sigillato le sue gallerie, come promesso, ma li comincia piacere la piccola area sotto la cucina e comincia a nascondersi là, tanto da Parker e Joey. Per ritorsione, i due sigillano i tunnel; tuttavia, Joey scambia il libro di cucina di Karen con palla di yoga e la casa crolla. La famiglia Rooney si sposta dalla zia Dena.
- Guest star: Jessica Marie Garcia (Willow), Jolie Jenkins (Zia Dena), Emmy Buckner (Liv 2), Shelby Wulfert (Maddie 2)
- Nota: questo è l'ultimo episodio della serie in cui appare Pete Rooney.